# جولتشين صانترجي أوغلي
جولتشين صانترجي أوغلي (ولدت في 1977 إزمير، تركيا)، ممثلة مسلسلات وأفلام تركية.

## حياتها
ولدت جولتشين عام 1977 في إزمير. درست في قسم الأوبرا للفنون المسرحية في معهد جامعة 9 أيلول. كانت تعمل عازفة منفردة في مختلف الفرق الموسيقية إلى جانب مسيرتها التمثيلية، كما درَّست في مؤسسة روحي صو للثقافة والفنون. فاز فيلمها الروائي الطويل الأول Türev، بجائزة البرتقالة الذهبية لأفضل فيلم في مهرجان أنطالية لعام 2005، حيث لعبت دور ثريا في هذا الفيلم. كما حصلت على جائزة «الممثلة الواعدة»، وشاركت في العديد من الأفلام والمسلسلات التلفزيونية. وفي عام 2013، كانت عضوًا في لجنة تحكيم مهرجان روتردام الذهبي للأفلام.

## أعمالها
| أفلام سينمائية | أفلام سينمائية                            | أفلام سينمائية |
| -------------- | ----------------------------------------- | -------------- |
| عام            | اسم الفيلم                                | دور            |
| 2015           | حياة جديدة                                |                |
| 2014           | Kırımlı                                   | أنيته          |
| 2010           | Memlekette Demokrasi Var (Yüz Bin Kibrit) | حورية          |
| 2009           | منزل                                      | العاملة        |
| 2008           | İki Çizgi                                 | سيلين          |
| 2007           | بيضة                                      | جول            |
| 2005           | Türev                                     | ثريا           |

### مسلسلات تلفزيونية
| مسلسل تلفزيوني | مسلسل تلفزيوني   | مسلسل تلفزيوني   |
| -------------- | ---------------- | ---------------- |
| عام            | اسم المسلسل      | الدور            |
| 2022           | الطائر الرفراف   | إيفاكات كورهان   |
| 2019           | زهرة الثالوث     | سلطان أصلان باي  |
| 2016           | قيامة أرطغرل     | تشولبان          |
| 2016           | Oyunbozan        | مينا             |
| 2015           | الخبز الأسود     | برفرين           |
| 2013-2014      | صفعة العثمانية   | آسومان           |
| 2011-2012      | احببت طفلة       | صباحة            |
| 2010           | نبض الحياة       | توبا آيجون       |
| 2010           | Sensiz Yaşayamam | شهيقة            |
| 2007-2009      | Elveda Rumeli    | خديجة            |
| 2006           | Gülpare          | نصليهان جول دمير |
| 2005           | المرايا          |                  |

## جوائز
- ممثلة واعدة (Türev) [2] / 13. جوائز ÇASOD «أفضل ممثل» لعام 2006

## وصلات خارجية
- جولتشين صانترجي أوغلي على موقع IMDb (الإنجليزية)
- جولتشين صانترجي أوغلي على موقع ألو سيني (الفرنسية)
- جولتشين صانترجي أوغلي على موقع ميوزك برينز (الإنجليزية)
- جولتشين صانترجي أوغلي على موقع أول موفي (الإنجليزية)
- جولتشين صانترجي أوغلي على موقع قاعدة بيانات الفيلم (الإنجليزية)
- جولتشين صانترجي أوغلي على موقع كينوبويسك (الروسية)